# Puerto de Jaffa
El puerto de Jaffa (en hebreo: נמל יפו) es un antiguo puerto situado en la ciudad vieja de Jaffa, ahora Israel. Jaffa y su puerto tienen una historia que abarca más de tres milenios. El puerto en sí es mencionado en varias obras antiguas, incluyendo la Biblia y el libro de Jonas. Por más de 7000 años se ha utilizado activamente, en períodos anteriores a los musulmanes, los cristianos, judíos e incluso egipcios. Aún funcional como un pequeño puerto pesquero, el puerto es actualmente una zona de recreo con restaurantes y cafeterías. Un faro, Jaffa, está situado por encima del puerto. En 1917 durante la Primera Guerra Mundial, las tropas británicas al mando del general Allenby derrotaron a los otomanos y tomaron Jaffa, que se convirtió en parte del mandato de Palestina administrada por los británicos (1922-1948).
El 24 de abril de 1950, la ciudad de judía de Tel Aviv y la ciudad árabe de Jaffa fueron unificadas, y se estableció el municipio de Tel Aviv-Yafo. Hoy, los árabes de diversas denominaciones constituyen unos 25.000 habitantes, de un total de 35.000 personas.